# ライアン・スウィーティング
ライアン・スウィーティング（Ryan Sweeting, 1987年7月14日 - ）は、バハマ・ナッソー出身のアメリカ合衆国の男子プロテニス選手。ATPツアーでシングルス1勝を挙げた。右利き、バックハンド・ストロークは両手打ち。自己最高ランキングはシングルス64位、ダブルス139位。

## 来歴
| ジュニアグランドスラム |    |    |
| 全豪オープン           | A  | 3R |
| 全仏オープン           | A  | 1R |
| ウィンブルドン         | A  | 2R |
| 全米オープン           | Q1 | W  |

6歳からテニスを始める。ジュニア時代は2005年全米オープンジュニア男子シングルスの決勝でジェレミー・シャルディーを6–4, 6–4で破り優勝している。2006年全米オープンに主催者推薦で4大大会に初出場した。1回戦でギリェルモ・コリアが途中棄権したことにより2回戦に進んだが、2回戦でオリビエ・ロクスに2-6, 6-3, 6-4, 4-6, 0-6のフルセットで敗れた。4大大会では2回戦進出が最高である。
2011年4月の全米男子クレーコート選手権では自身初の決勝に進出し、決勝で錦織圭を6–4, 7–6(3)で破り初優勝を果たした。
私生活では人気女優のケイリー・クオコと2013年9月に交際3カ月で婚約し、12月31日に結婚したが、2015年に離婚を発表。2016年5月9日にケイリー･クオコの離婚が6日に正式に成立したと報じられる。日本では5月14日にシネマトゥデイが報じた。
スウィーティングは2015年7月のレキシントンでのチャレンジャー大会に出場したのが最後となり2015年8月に現役引退を発表した。

## ATPツアー決勝進出結果

### シングルス: 1回 (1勝0敗)
| 大会グレード                            |
| グランドスラム (0-0)                    |
| ATPワールドツアー・ファイナル (0-0)     |
| ATPワールドツアー・マスターズ1000 (0-0) |
| ATPワールドツアー・500シリーズ (0-0)    |
| ATPワールドツアー・250シリーズ (1–0)    |

| サーフェス別タイトル |
| ハード (0-0)         |
| クレー (1-0)         |
| 芝 (0-0)             |
| カーペット (0-0)     |

| 結果 | No. | 決勝日        | 大会         | サーフェス | 対戦相手 | スコア      |
| ---- | --- | ------------- | ------------ | ---------- | -------- | ----------- |
| 優勝 | 1.  | 2011年4月10日 | ヒューストン | クレー     | 錦織圭   | 6–4, 7–6(3) |

### ダブルス: 1回 (0勝1敗)
| 結果   | No. | 決勝日       | 大会         | サーフェス | パートナー       | 対戦相手                            | スコア   |
| ------ | --- | ------------ | ------------ | ---------- | ---------------- | ----------------------------------- | -------- |
| 準優勝 | 1.  | 2009年4月6日 | ヒューストン | ハード     | ジェシー・レビン | ボブ・ブライアン マイク・ブライアン | 1–6, 2–6 |

## 4大大会シングルス成績
略語の説明
| W | F | SF | QF | #R | RR | Q# | LQ | A | Z# | PO | G | S | B | NMS | P | NH |

W=優勝, F=準優勝, SF=ベスト4, QF=ベスト8, #R=#回戦敗退, RR=ラウンドロビン敗退, Q#=予選#回戦敗退, LQ=予選敗退, A=大会不参加, Z#=デビスカップ/BJKカップ地域ゾーン, PO=デビスカップ/BJKカッププレーオフ, G=オリンピック金メダル, S=オリンピック銀メダル, B=オリンピック銅メダル, NMS=マスターズシリーズから降格, P=開催延期, NH=開催なし.
| 大会           | 2006 | 2007 | 2008 | 2009 | 2010 | 2011 | 2012 | 2013 | 通算成績 |
| -------------- | ---- | ---- | ---- | ---- | ---- | ---- | ---- | ---- | -------- |
| 全豪オープン   | A    | A    | LQ   | LQ   | LQ   | 2R   | 2R   | LQ   | 2–2      |
| 全仏オープン   | A    | A    | A    | LQ   | 1R   | 1R   | A    | A    | 0–2      |
| ウィンブルドン | A    | LQ   | LQ   | LQ   | 1R   | 2R   | 2R   | A    | 2–3      |
| 全米オープン   | 2R   | 1R   | 1R   | 1R   | 1R   | 1R   | A    | A    | 1–5      |